# ボーフム/ゲルゼンキルヒェン市電
ボーフム/ゲルゼンキルヒェン市電（ドイツ語: Straßenbahn Bochum/Gelsenkirchen）は、ドイツのルール地方（ノルトライン＝ヴェストファーレン州）に位置するボーフム、ゲルゼンキルヒェン、ヘルネなどの都市を結ぶ路面電車。12 kmの地下区間を含む全長84 kmの大規模な路線網を有しており、開業以来2020年現在まで公共交通事業者であるBOGESTRA（ボゲストラ）によって運営されている。

## 歴史

### 開通から第2次世界大戦まで
ルール地方の工業・炭鉱都市であるボーフムやヘルネに路面電車が開通したのは1894年11月23日、総延長6.8 km、所要時間25分の路線だった。開業当初こそ最新鋭の公共交通機関であった路面電車への懐疑論は強かったが、翌1895年には計画を上回る需要から列車本数の増加が行われるほどの高い人気を得て、それまで各都市を結んでいた乗合馬車を廃止に追いやった。また、1896年1月13日には路面電車の運営組織としてベルリンにボーフム/ゲルゼンキルヒェン路面電車会社（BochumGelsenkirchener Straßenbahnen AG、BOGESTRA）が設立された。この時点で路面電車網はゲルゼンキルヒェンにも広がり、全長37 km・11系統の路線網が築かれていた。
その後も路面電車網は拡大を続け、1898年の路線キロは44.4 km、1900年には53.1 kmにも達し、1904年には100 kmを超えた。また同年には鉄道との踏切での交差を避けるため、線路を潜る形で地下区間が初めて登場した。車両も大型化に加え、制動装置の強化をはじめとした安全対策が施され、1906年からは連結運転も行われるようになった。一方、BOGESTRAは設立当初ジーメンス・ウント・ハルスケと業務提携を結び、同社が列車の運営を行っていたが、負債額が増大したことでこの提携は1907年に双方の同意の元で解消され、以降の運営はBOGESTRAが単独で実施している。
第一次世界大戦中は多くの男性従業員が兵役に出されたため、運転士など様々な仕事に女性が起用された。一方で1914年時点で2,540万人だった年間利用客数が翌1915年には2,400万人と一時的に減少したが、1917年には5,000万人に急増した。終戦後は敗戦の影響による経済的混乱、それに伴うハイパーインフレーションの影響により、路面電車の運賃や従業員の給料、そして会社の損失は増加の一途を辿り、年間利用客数も1922年に70万人と急速な落ち込みを見せた。その結果、ゲルゼンキルヒェン市内の路線を含めた一部区間が運行を休止する事態となった。
その後、経済が落ち着きを取り戻すと共に路面電車も復興を始め、1924年にはBOGESTRAの決算が黒字に戻った他、翌1925年には年間利用客数も4,100万人に回復した。以降は新型車両の導入や路線の延長、新しい車庫の建設など規模の拡大が行われた他、1931年に民営の路面電車事業者であったヴェストファーレン路面電車会社（Westfälischen Straßenbahnen GmbH）が破産した事を受けてBOGESTRAは路線の運営を引き継ぐ事となり、1938年には同社を買収し市電の路線網に組み込んだ。これにより、1926年から開始された路線バス事業と合わせてBOGESTRAは当時のドイツ最大の公共交通事業者となった。
第二次世界大戦開戦後、BOGESTRAが運営する路面電車網ではトラックを補完するため貨物輸送も実施するようになった他卸売市場への路線延伸なども行われ、輸送量は大幅に増大したが、それに伴う車両の増備は行われず、混雑が激化した。また、道路建設や路面電車網の延伸などには強制労働収容所にいた多数の強制労働者が駆り出された。そして1944年11月、ボーフムやゲルゼンキルヒェンは連合国軍による空襲を受け、市街地と共に路面電車や路線バスなどBOGESTRAが運営していた公共交通網は壊滅的な被害を受けた。

### 戦後、西ドイツ時代
戦争の被害からの復旧は終戦後の1946年から始まったが、物資や電力が不足し、車両も50 %以上が走行不能な状態の中での作業は困難を極め、蒸気機関車を改造し電気ボイラーを備えた電気式蒸気機関車が1951年まで使用される程だった。それでも1949年には戦前の路線網がほぼ復旧し、車両も159両の電動車・84両の付随車が使用可能となっていた。1950年時点の年間利用者数は、路線バスと合わせて1億900万人に達した。
その後、1950年代は炭鉱や製鉄所の盛業による都市の発展に支えられ、路面電車を始めとする公共交通網の需要は増加の一途を辿った。それに応えるため、車庫の増設に加えて車両の増備・大型化も進み、1953年にはデュッセルドルフ車両製造（→デュワグ）が製造した初の大型ボギー車が導入された他、1955年からは自社で従来の2軸車を改造した3車体連接車が作られるようになり、翌1956年からは新造車両となる2車体連接車が営業運転に投入された。BOGESTRAにおける最大利用客数を記録したのは1959年の1億7,000万人で、路線バスと合わせた営業キロは535 kmに達していた。
だが、その一方で公共交通網の運営コストは増大し、運賃の値上げや信用乗車方式の導入による車掌業務の廃止など様々な対策が実施された。それでも1965年までBOGESTRAは安定した業績を維持していたが、翌1966年以降は利用客の減少が顕著となり、年間の決算も赤字を記録するようになった。そして1972年にはヴェストファーレン路面電車会社から継承した路線であった12号線が廃止された。ただし1974年に開催されたFIFAワールドカップに合わせて車両の増備が行われた他、ルール大学ボーフムに伴う路線経路の変更も実施された。
ボーフム/ゲルゼンキルヒェン市電における1970年代以降の最大の変化は、路面電車路線を地下に移し高規格化・高速化を図ったシュタットバーン（ボーフム・シュタットバーン）の登場であった。最初の地下区間は1970年から建設が始まり、1979年5月26日に最初の路線が開通した。これに先立ち、1976年にはシュタットバーンに対応した新型電車・M6S・M6Cの導入も実施された。その後、シュタットバーン路線は拡張を続け、1981年、1984年にも新たな路線が開通している。
運営面については、1980年以降路面電車やシュタットバーンを含むBOGESTRAの路線網はライン＝ルール運輸連合に組み込まれており、同運輸連合に参加する他の事業者が運営する公共交通との乗り継ぎが可能となっている。

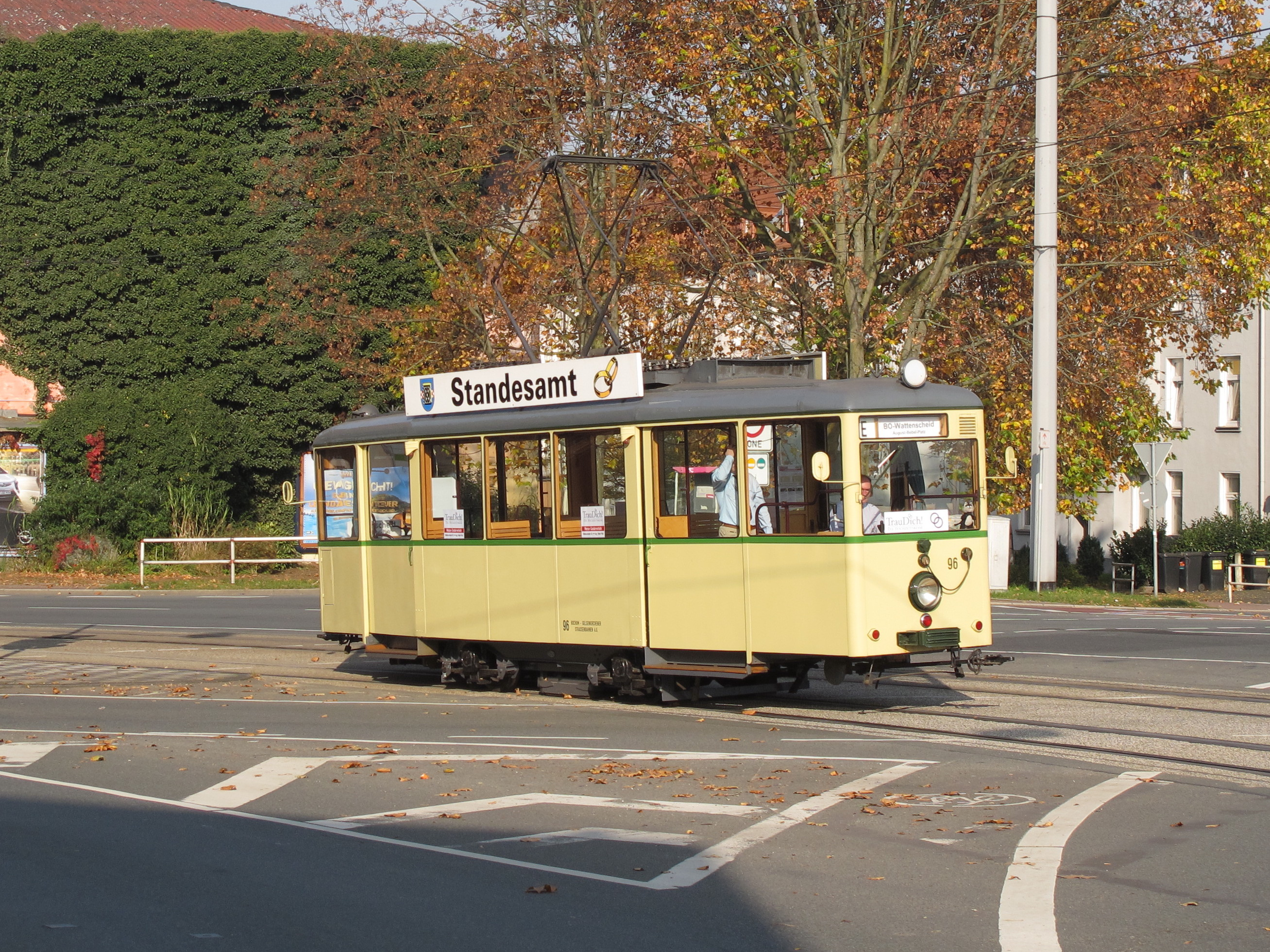
ボギー車や連接車に置き換えられた2軸車の一部は動態保存が行われている（2011年撮影）
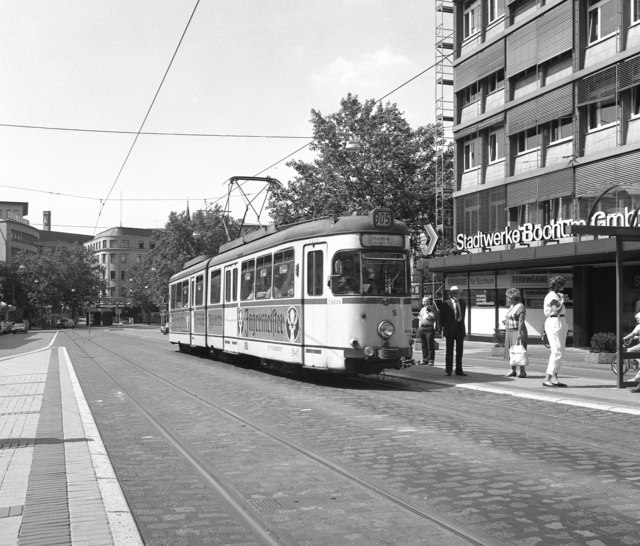
1956年から導入された連接車（デュワグカー）（1986年撮影）
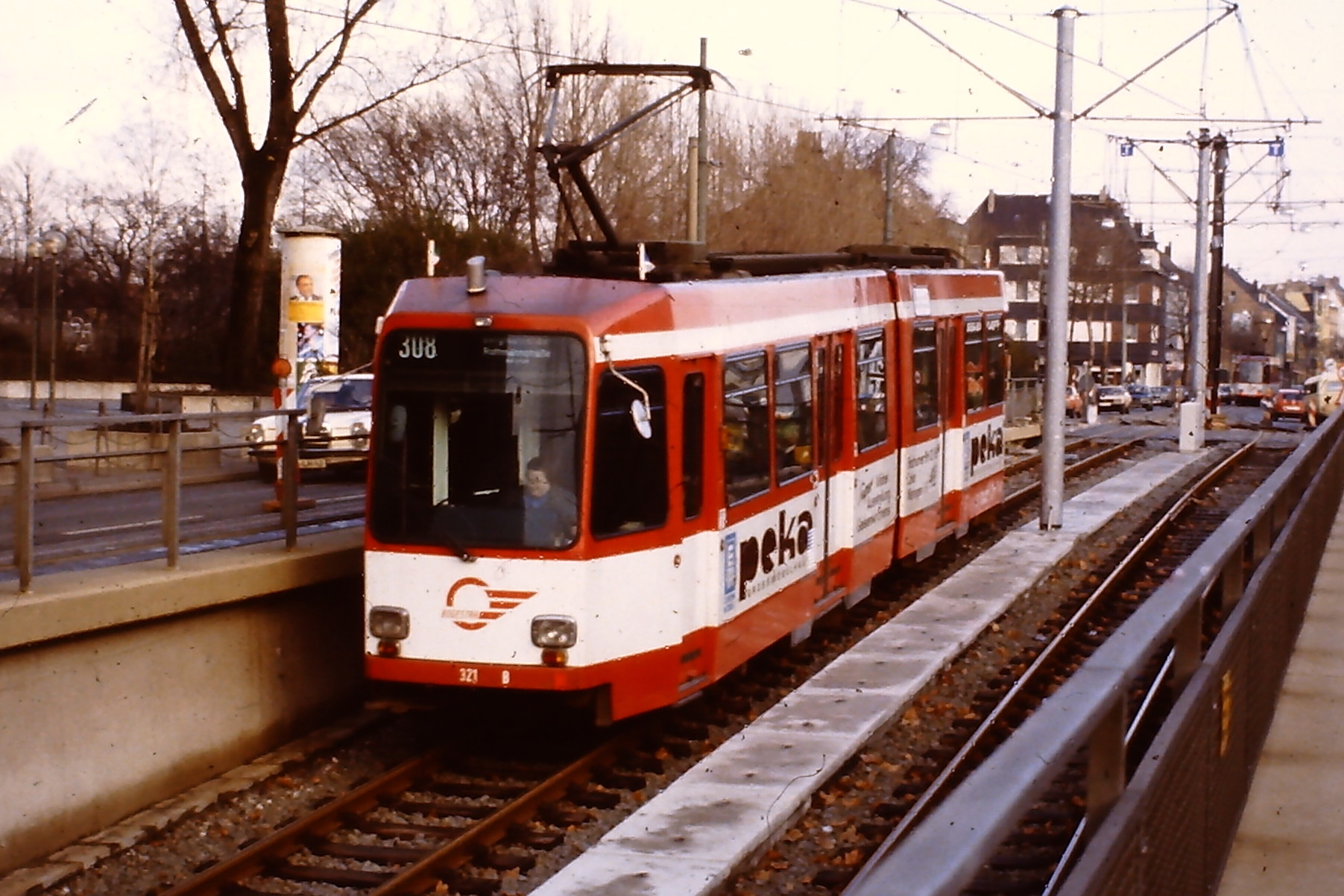
シュタットバーン化に合わせて導入されたM6S（1981年撮影）

### ドイツ再統一後
ドイツ再統一以降も路面電車網の近代化は続き、1992年には初の超低床電車（部分超低床電車）となるNF6Dが登場した。同時期には環境保護の意識の高まりを受けて公共交通の見直しが進み、1995年にはルール動物園（現：ツォーム・エアレープニスヴェルト）へ向かう地下区間が開通した事でゲルゼンキルヒェン市内中心部の路線が地下へ移設された他、2006年以降はボーフム市内中心部の区間のほとんどが地下を走るシュタットバーンとなっている。また、地上を走る路面電車路線についても、2017年にボーフム東部・ランゲンドリア方面への延伸が行われている。
一方、車両や施設の更新も継続的に行われており、2007年以降は100 %超低床電車・バリオバーンの導入により従来の高床式車両や欠陥が指摘されたMGT6Dの置き換えが進んでいる他、それに先立つ2005年には新たな車両基地が開設され、ボーフム市内に点在していた車庫の機能が集約されている。また、車両以外にもボタンを押す事で表示されている内容を音声で案内する表示機の設置、シュタットバーン路線のエスカレーターの増設など利便性の向上も図られており、路線バスと合わせて2017年度の根間利用客数は1億4,510万人という高い水準を記録している。

## 運行

### 系統
BOGESTRAが運行する鉄道路線のうち、他とは異なる運用が組まれているボーフム・シュタットバーンのU35号線を除いた系統は2023年現在以下の通り。運行間隔は平均7.5分、最長でも30分となり、利便性の確保が行われている。
ボーフム中心部やゲルゼンキルヒェン中心部は地下区間（シュタットバーン）となっており、この区間にある地下駅を含む多くの駅や電停はバリアフリーへの対応が実施されているが、未対応の電停も存在する。車庫は2005年に開設されたものを含めてボーフムとゲルゼンキルヒェンに合計2箇所存在する。
| 系統番号 | 運行経路                                                                                    | 経由地域                                 | 備考                                  |
| -------- | ------------------------------------------------------------------------------------------- | ---------------------------------------- | ------------------------------------- |
| 301      | Gelsenkirchen Hbf – Bismarck – Buer – Horst                                                 | ゲルゼンキルヒェン                       |                                       |
| 302      | Buer Rathaus – Gelsenkirchen Hbf – Wattenscheid – Bochum Hbf – Laer Mitte - BO-Langendreer  | ゲルゼンキルヒェン、ボーフム、ウィッテン |                                       |
| 302      | Buer Rathaus – Gelsenkirchen Hbf – Wattenscheid – Bochum Hbf – Laer Mitte - O-Werk          | ゲルゼンキルヒェン、ボーフム、ウィッテン | 2023年1月以降運行                     |
| 305      | Höntrop Kirche – Bochum Hbf – Laer Mitte – BO-Langendreer                                   | ボーフム、ウィッテン                     |                                       |
| 308      | Schürbankstr. – Bochum Hbf – Weitmar – Linden – Hattingen Mitte                             | ボーフム、ハッティンゲン                 |                                       |
| 309      | BO-Langendreer – Witten Papenholz – Witten Rathaus – Heven Dorf                             | ボーフム、ウィッテン                     | 2020年11月1日以降一部区間が新線へ移行 |
| 310      | Höntrop Kirche – Bochum Hbf – Laer Mitte – Langendreer Market - Witten Rathaus – Heven Dorf | ボーフム、ウィッテン                     | 2020年11月1日以降一部区間が新線へ移行 |
| 316      | Wanne-Eickel Hbf – Bochum Hordeler Str. – Bochum Hbf - Heinrichstr.                         | ボーフム、ヘルネ                         |                                       |
| 318      | Schürbankstr. – Bochum Hbf – Weitmar – Linden Mitte – BO-Dahlhausen                         | ボーフム                                 |                                       |

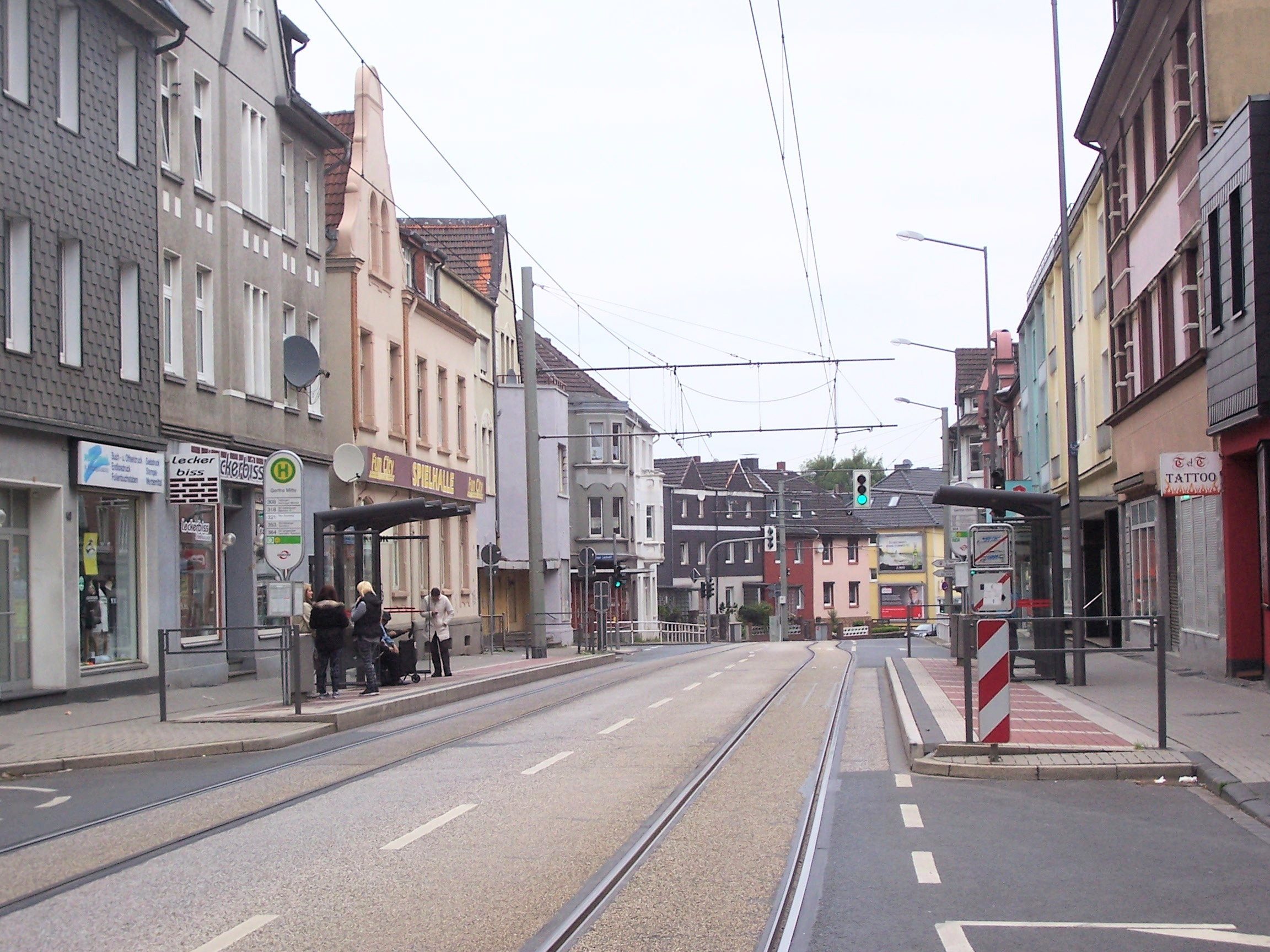
併用軌道上に存在する電停（Gerthe Mitte）
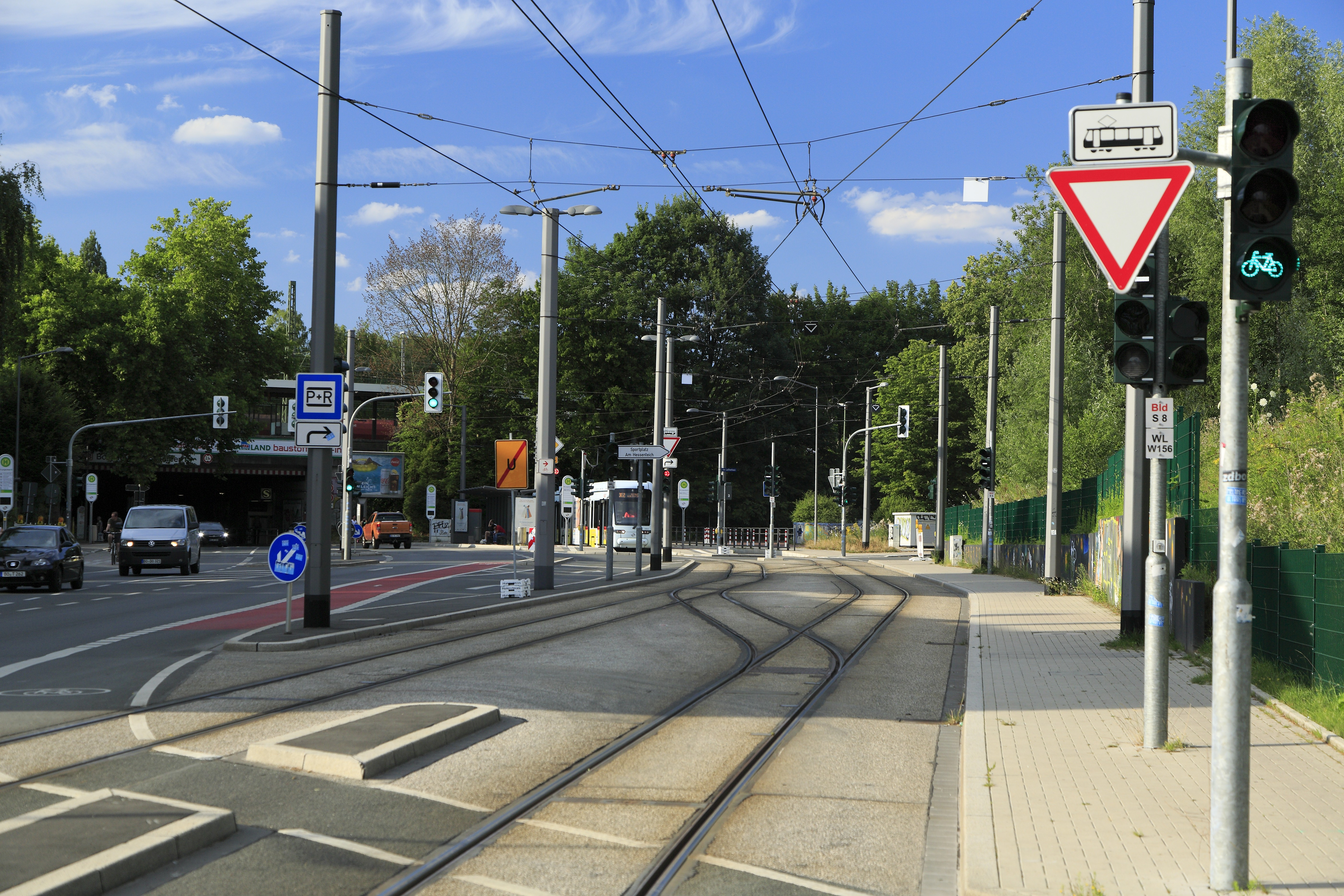
ウィッテン方面の系統も到着する終着駅（BH Langendreer）
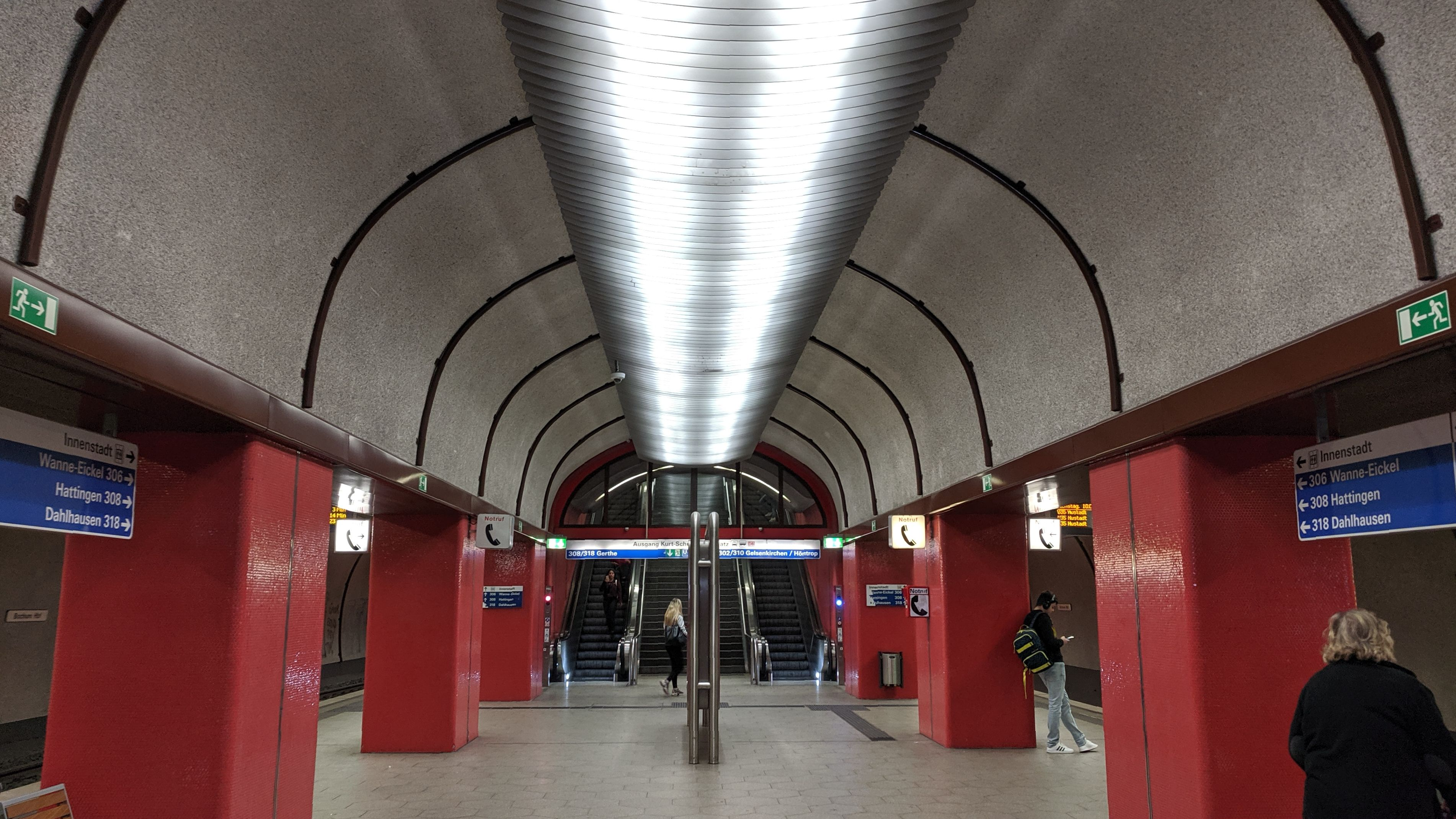
多数の系統が接続するボーフム中央駅（Bochum Hbf）は地下区間に設置されている
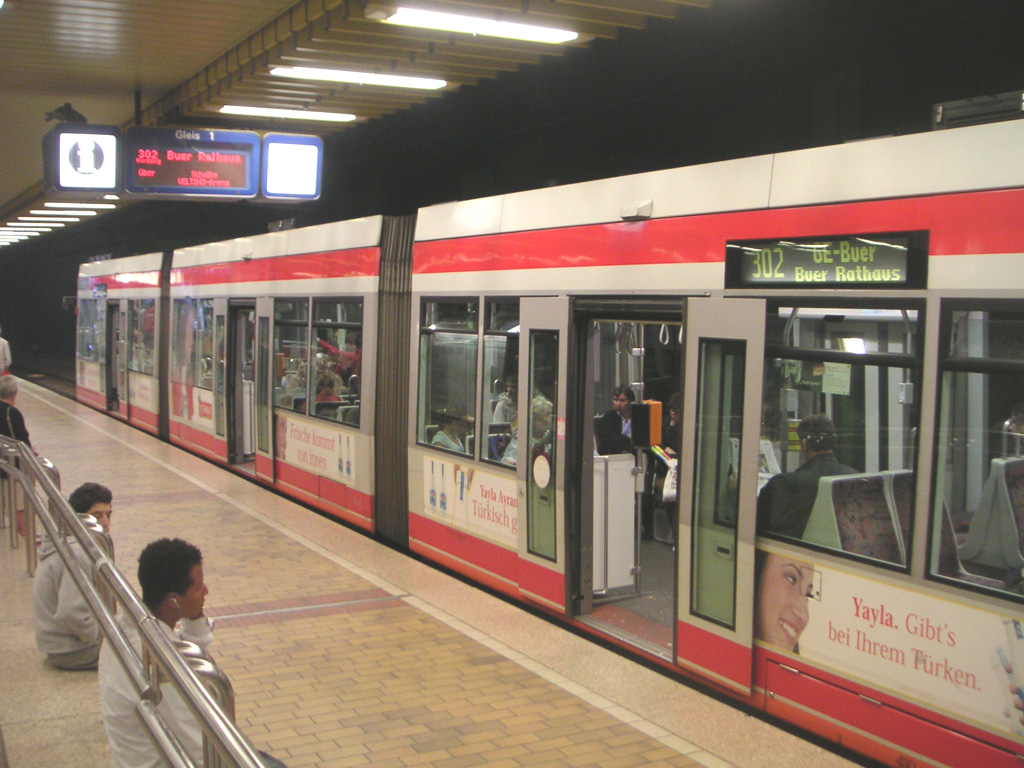
地下に存在するゲルゼンキルヒェン中央駅（Gelsenkirchen Hbf）

### 終夜運転
BOGESTRAでは夏季や年末年始などの長期休暇中に「ナイトエクスプレス（NachtExpress）」と呼ばれる深夜系統を運行しており、路面電車についても以下の2系統が設定されている。
| 系統番号 | 運行経路                                                          | 経由地域         | 備考   |
| -------- | ----------------------------------------------------------------- | ---------------- | ------ |
| 306      | Bochum Hbf - Wanne-Eickel und zurück                              | ボーフム、ヘルネ | [ 27 ] |
| 318      | BO-Gerthe - Bochum Hbf - Weitmar - Linden - Dahlhausen und zurück | ボーフム         | [ 27 ] |

### 直通系統
ボーフム/ゲルゼンキルヒェン市電の一部区間には、エッセンの公共交通事業者であるルールバーンが運営する路面電車やシュタットバーンが乗り入れている。
| 系統番号 | 直通区間( - 起点・終点)                                            | 路線                       | 備考 |
| -------- | ------------------------------------------------------------------ | -------------------------- | --- |
| U11      | Buerer Str. - Schloß Horst( - Messe)                               | エッセン・シュタットバーン | 2004年から直通運転開始 シュタットバーン（1,435mm）と路面電車（1,000mm）で軌間が異なるため直通区間は三線軌道となっている |
| 107      | Gelsenkirchen Hbf - Heinrich-König-Pl. - Musiktheater( - Bredeney) | エッセン市電               | 通称「カルチュアリンネ（Kulturlinie）」                                                                                 |

## 車両

### 現有車両

#### バリオバーン

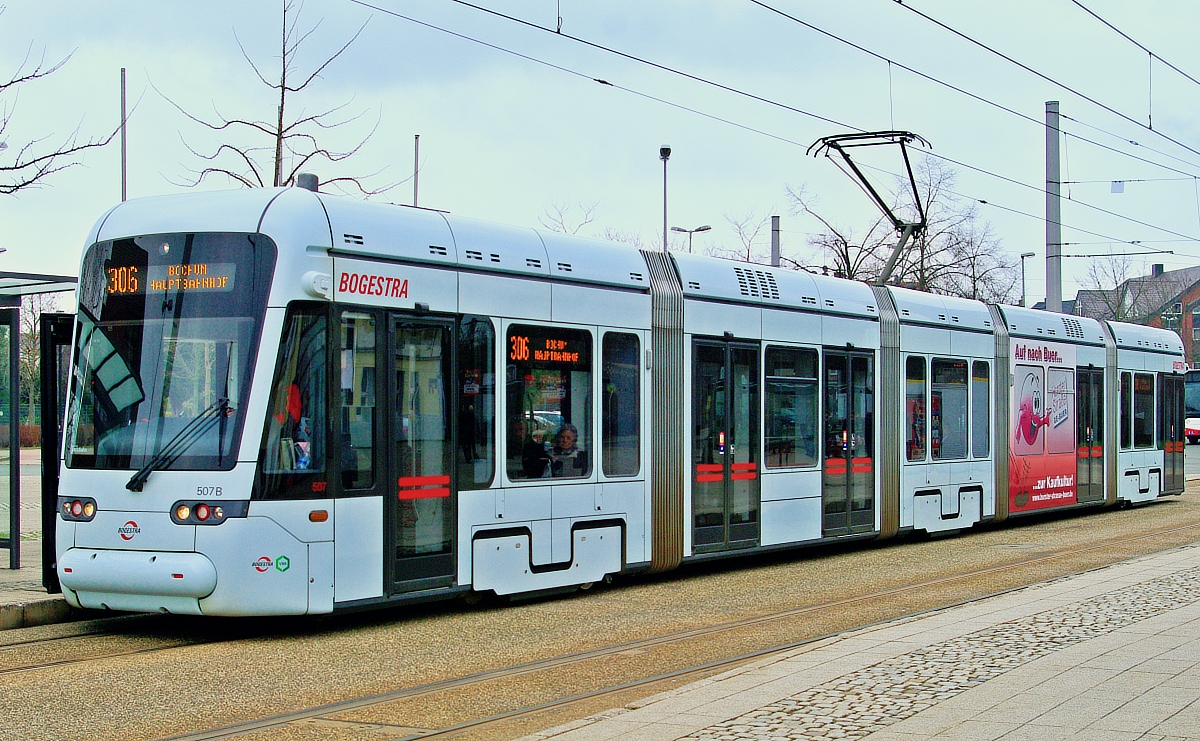
バリオバーン（507）
（2015年撮影）

バリオバーン（Variobahn）は、元々ABBが開発した、独立車輪式台車の輪軸外側に主電動機（ハブモーター）を搭載する事で車内全体を100 %低床構造とした超低床電車である。アドトランツを経て2023年現在はスイスのシュタッドラー・レールによって展開されており、そのうちボーフム/ゲルゼンキルヒェン市電で使用されているのはシュタッドラー・レールが製造する両運転台の5車体連接車である。2004年以降、オプション分も含めて2010年、2015年、2019年と計4度に渡る発注が行われ、2008年から運行を開始した。同年から2015年まで1次車45両（501 - 545）が導入された後、翌2016年からは塗装や座席が変更された2次車（101 - ）が製造されており、2021年までに計87両が運用に就き、同年以降はボーフム/ゲルゼンキルヒェン市電の全車両がバリオバーンで統一されている。各車両には市電の沿線自治体にちなんだ愛称が付けられている。

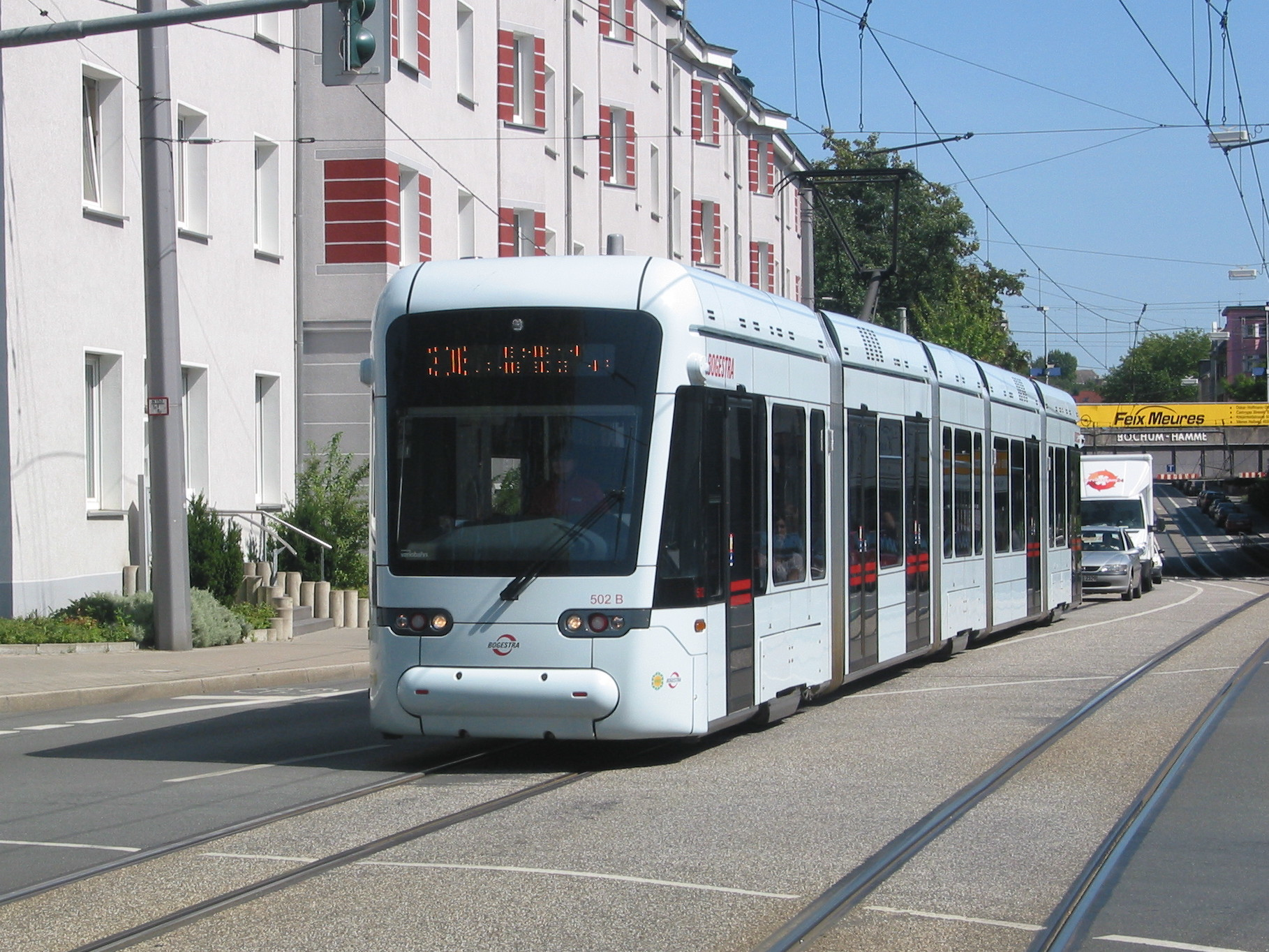
502（2009年撮影）
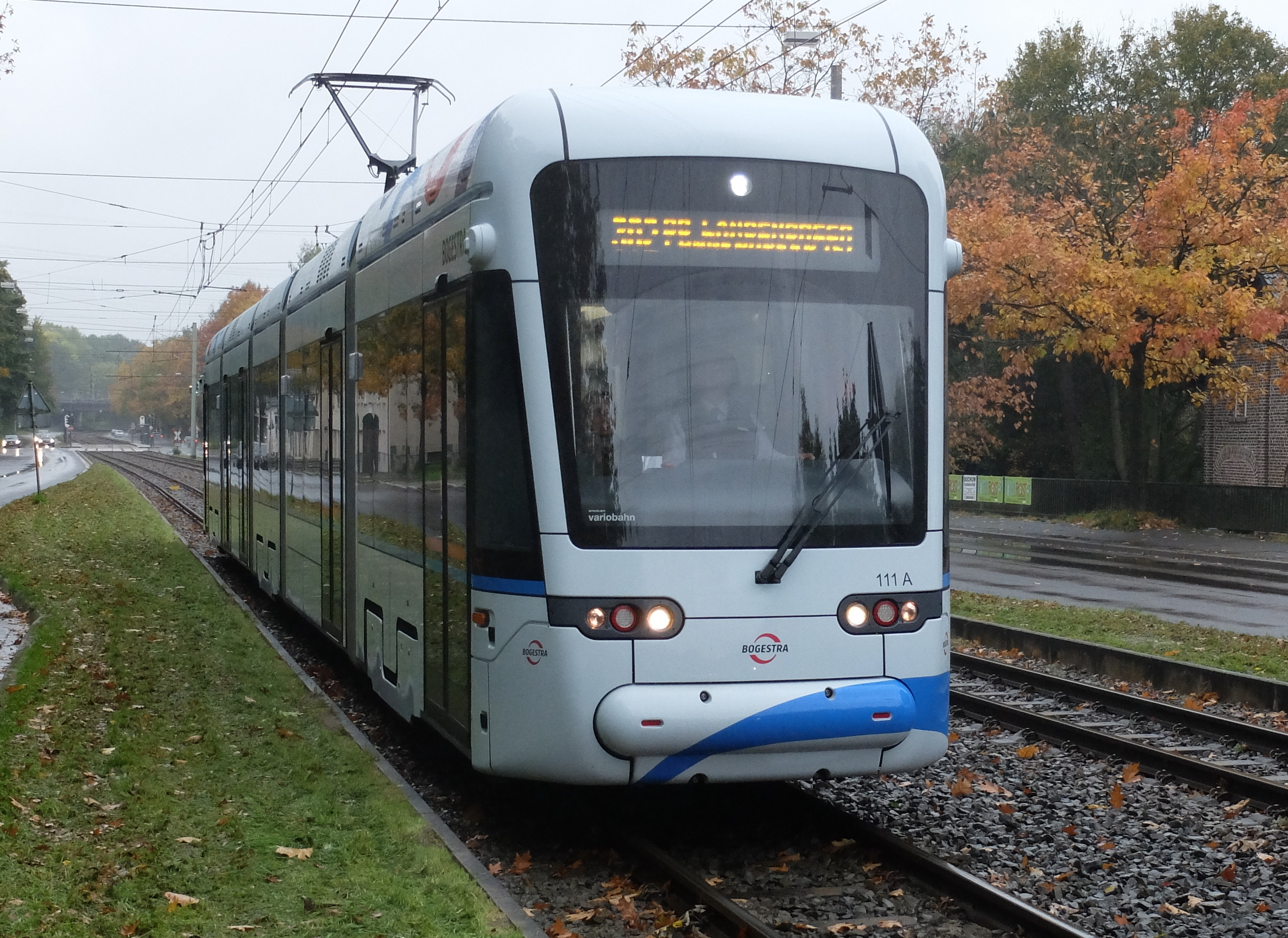
111（2017年撮影）
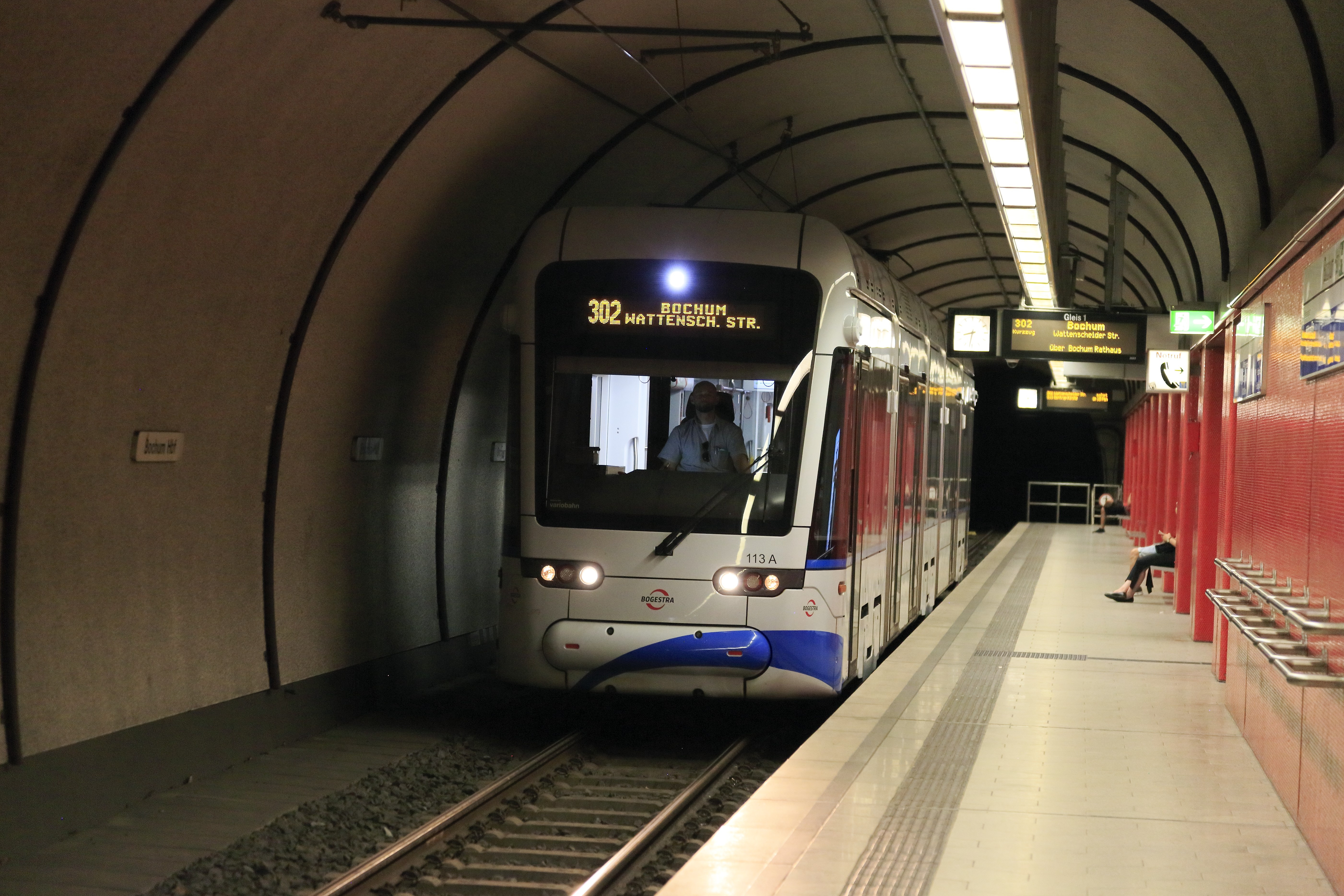
113（2018年撮影）

| バリオバーン 主要諸元      | バリオバーン 主要諸元 | バリオバーン 主要諸元 | バリオバーン 主要諸元 | バリオバーン 主要諸元 | バリオバーン 主要諸元 |      |
| 製造年                     | 総数                  | 車両番号              | 軌間                  | 編成                  | 参考                  | 参考 |
| -------------------------- | --------------------- | --------------------- | --------------------- | --------------------- | --------------------- | ---- |
| 2008-21                    | 87両(予定)            | 501-545 101-          | 1,000mm               | 5車体連接車           | [ 38 ] [ 34 ]         |      |
| 全長                       | 全幅                  | 全高                  | 床上高さ              | 低床率                | 車輪径                |      |
| 29,620mm                   | 2,300mm               | 3,350mm               | 350mm                 | 100%                  | 650mm                 |      |
| 最高速度                   | 重量                  | 最小通過半径          | 対応電圧              | 主電動機出力          | 出力                  |      |
| 70km/h                     | 38.8t                 | 18m                   | 直流600/750V          | 45kw                  | 360kw                 |      |
| 定員(1次車)                | 定員(1次車)           | 定員(1次車)           | 定員(2次車)           | 定員(2次車)           | 定員(2次車)           |      |
| 着席定員                   | 折り畳み座席数        | 立席定員              | 着席定員              | 折り畳み座席数        | 立席定員              |      |
| 50人                       | 6席                   | 112人                 | 44人                  | 20席                  | 116人                 |      |
| 備考                       |                       |                       |                       |                       |                       |      |
| 定員数は乗客密度4人/m2時。 |                       |                       |                       |                       |                       |      |

### 過去の車両

#### M6S・M6C

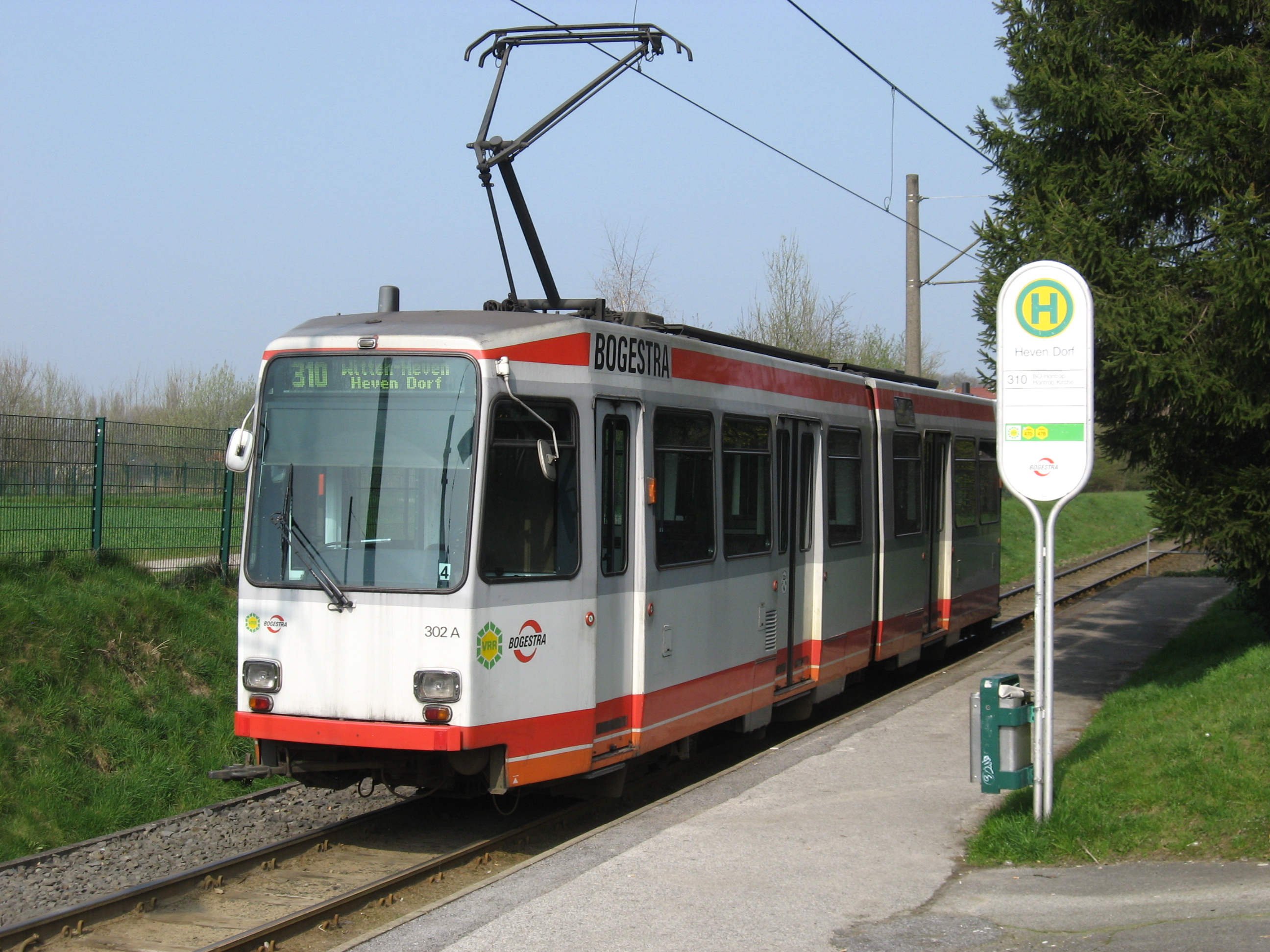
M6S（302）
（2009年撮影）

一部路線のシュタットバーン化に合わせて導入された、デュワグ製の2車体連接車。1976年から1977年にかけて抵抗制御方式（電磁開閉器使用）のM6Sが33両（301 - 333）、1981年から1982年までサイリスタチョッパ制御方式のM6Cが22両（334 - 355）導入された。バリアフリーに難がある高床式車両であるためバリオバーンの運行開始後は置き換えが進み、末期は一部区間の工事による列車本数増加に伴い一部のM6Cが営業運転に使用されるのみとなっていたが、2020年9月27日をもって営業運転から撤退した。廃車となった一部車両はトルコのブルトラム（ブルサ、M6S）、ドイツのミュールハイム市電（ミュールハイム・アン・デア・ルール、M6C）、ポーランドのウッチ市電（ウッチ、M6C）へ譲渡されている。

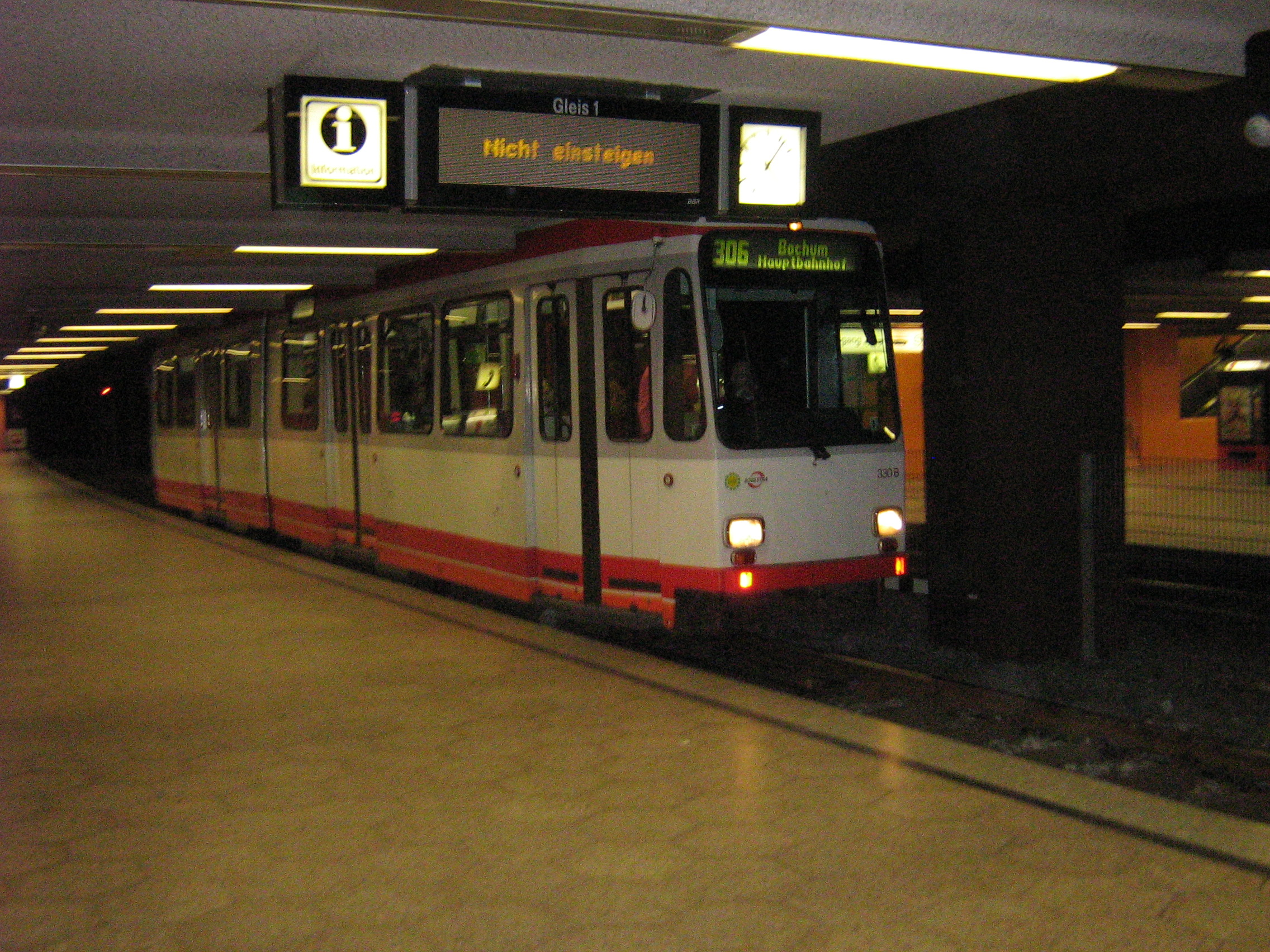
M6S(330） （2007年撮影）
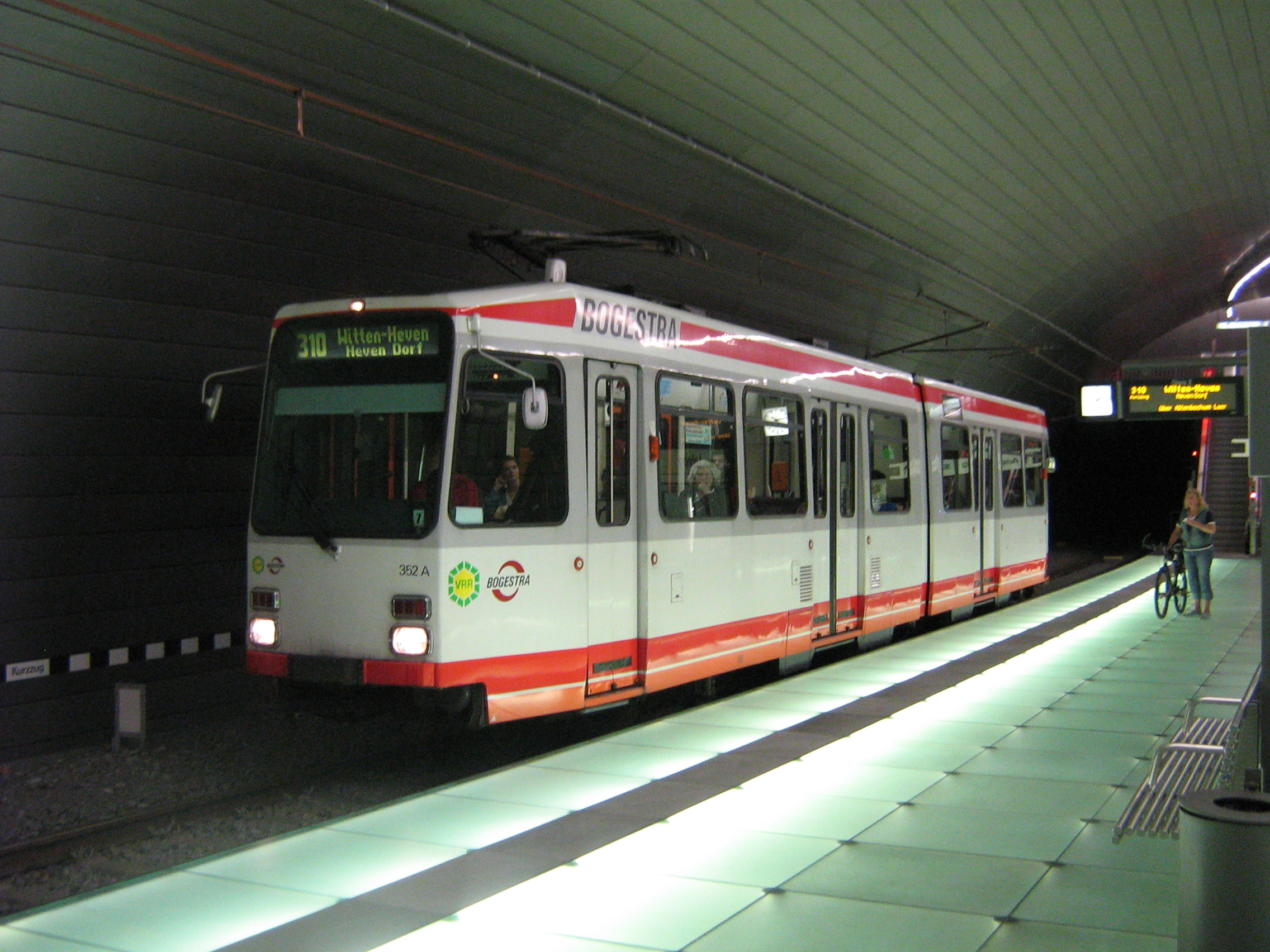
M6C(352） （2007年撮影）
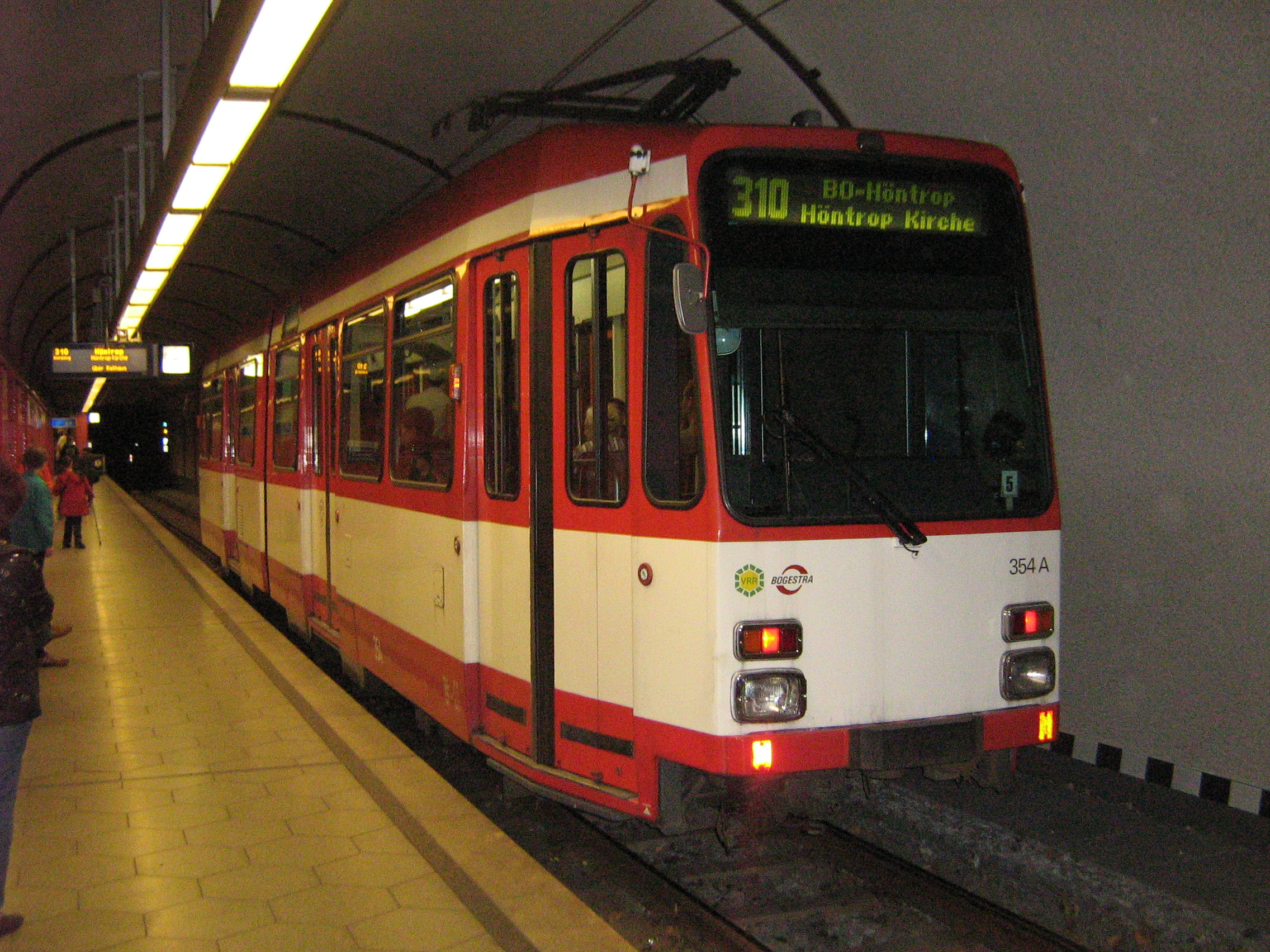
M6C(354） （2007年撮影）

#### NF6D

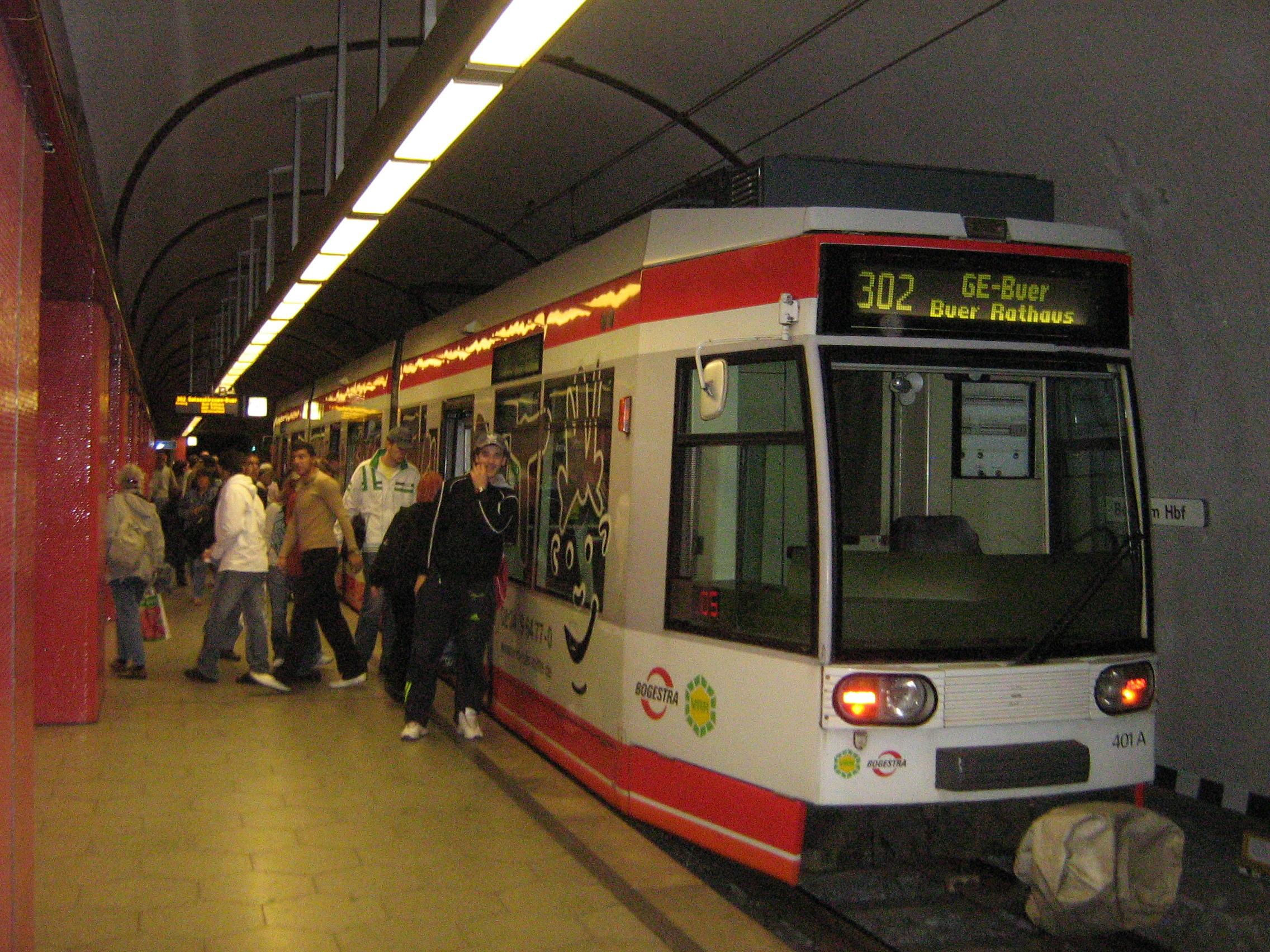
NF6D（401）
（2007年撮影）

デュワグがドイツ各都市へ向けて製造した、車内の多くの部分が低床構造となっている3車体連接式部分超低床電車。ボーフム/ゲルゼンキルヒェン市電には1992年から1994年にかけて42両（401 - 442）が導入された。中間車体に「EEF台車」と呼ばれる独立車輪式台車が用いられたが、構造が複雑であった上に耐久性にも難があり、2015年には台車に亀裂が発見される事態となった。その後NF6Dの運用の際には速度制限が課せられるようになった事もあり、2010年代後半以降はバリオバーンの増備による置き換えが進み、2020年までに営業運転から離脱した。これらの引退した車両の一部は解体された一方、多くはポーランドのウッチ市電へ譲渡されている。

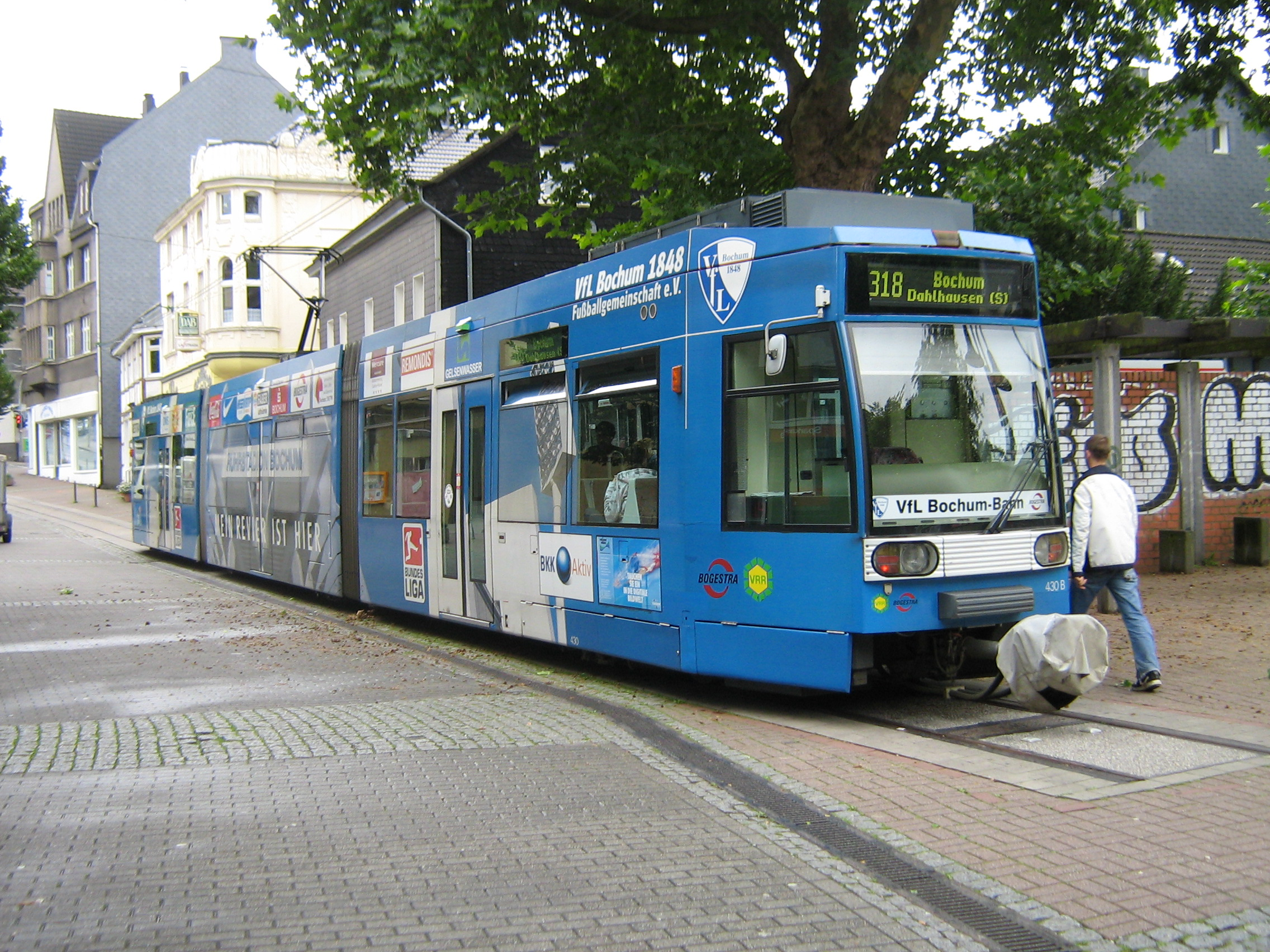
430（2007年撮影）
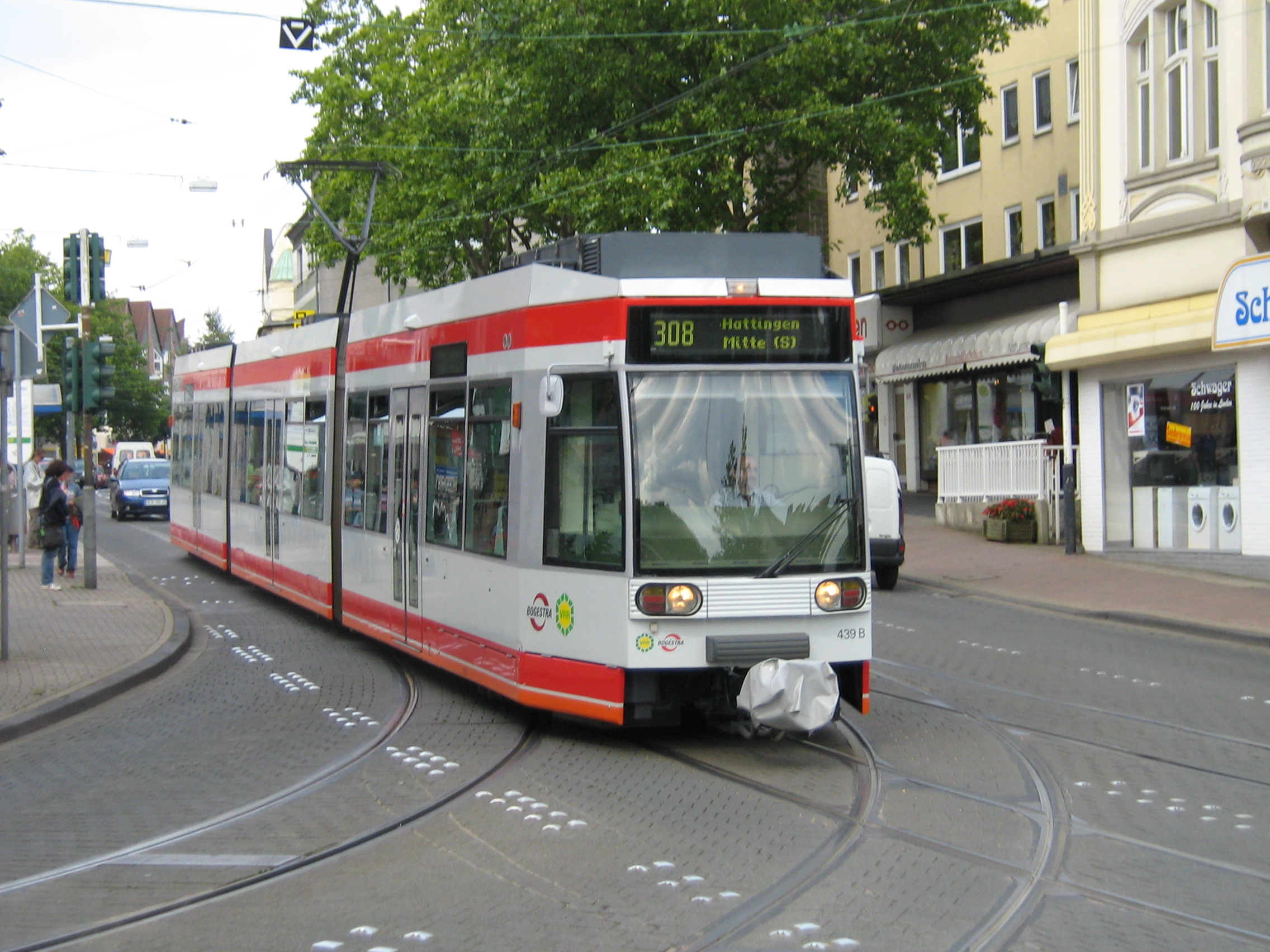
439（2007年撮影）

### その他

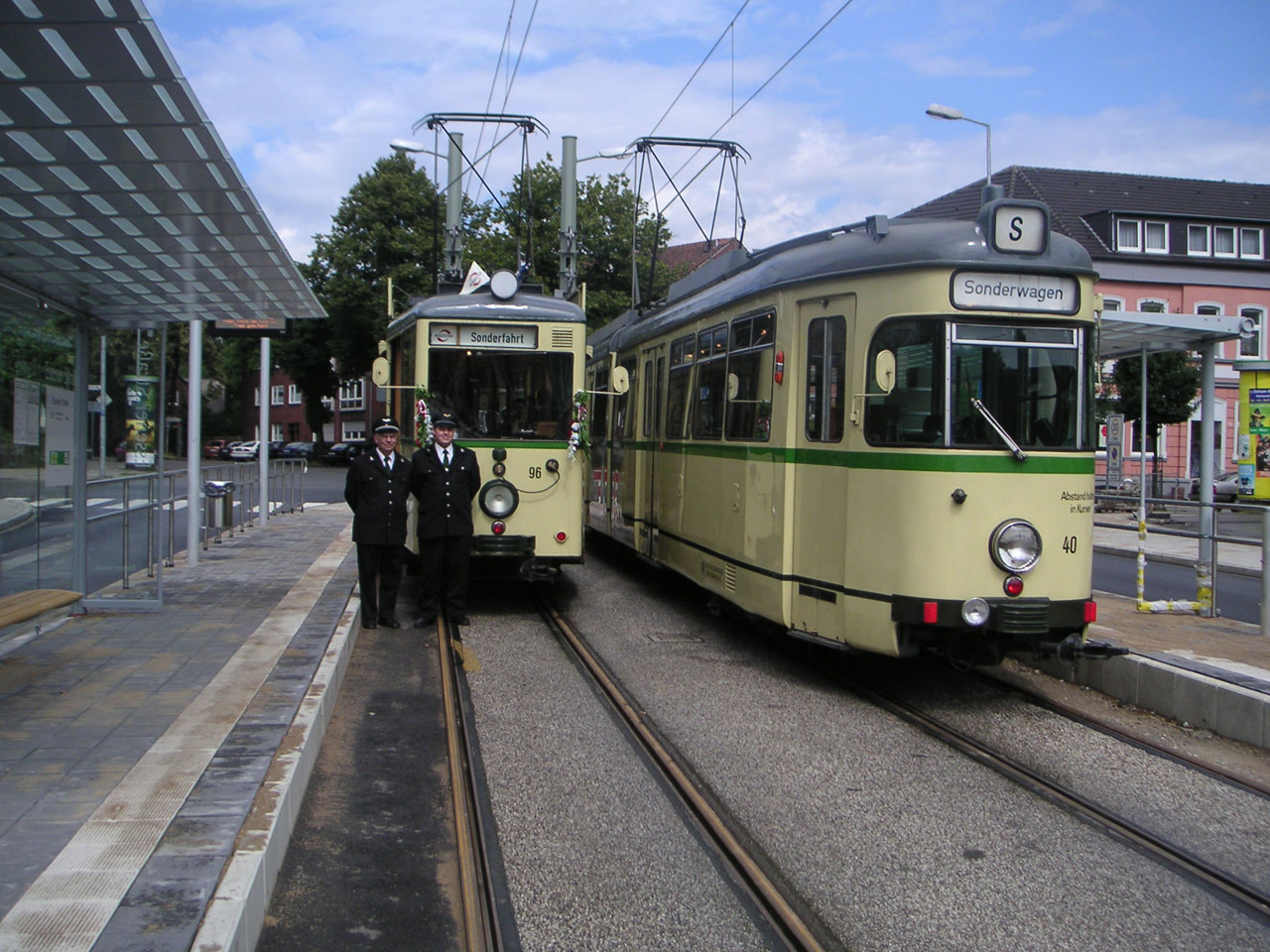
動態保存車両（右：40、左：96）
（2004年撮影）

ボーフム/ゲルゼンキルヒェン市電では過去に使用されていた車両の一部が動態保存されているほか、教習車やイベント用車両「Bogie-Bahn」も在籍しており、イベントを始め不定期に運行している。これらの車両は、民間非営利団体であるBOGESTRA歴史的車両連盟（Verkehrshistorischen Arbeitsgemeinschaft BOGESTRA e.V、VhAG BOGESTRA e.V.）が維持・管理を行っている。
- 40 - 1968年に製造された、デュワグ製の2車体連接車（デュワグカー）。長期に渡って導入されたデュワグ製連接車の中で、主電動機をシーメンスが製造した140 kwに変更し、出力値を増やした15両（33 - 42）の中の1両であった。1980年に電車同士の追突事故に巻き込まれたが、シュタットバーンに対応した各種機器の搭載を行った上で1984年に営業運転に復帰した経歴を持つ[45]。
- 96 - 1948年製の2軸車。第二次世界大戦中に作られた戦時設計車両（Kriegs-Straßenbahnwagens、KSW）を基に設計が行われた15両のうちの1両で、1976年まで営業運転に使用された最後の車両でもある。引退後はヴッパータールの路面電車博物館であるベルギッシェ保存鉄道（Bergischen Museumsbahnen e.V. 、BMB）に保存されていたが、路面電車開通100周年を翌年に控えた1995年にBOGESTRAへ返却された。しかし、車体の整備や安全基準への適合など改良に時間を費やした結果、BOGESTRAの路線網で動態保存運転を開始したのは1999年となった[46]。
- 620 - 1968年にデュワグと共同で開発・製造が行われた、路面電車向けの教習車。営業用の2車体連接車を基にした片運転台式のボギー車で、車内には机を備えた座席に加えて訓練用の運転台や各種の電気メーターなど、教習に用いられる各種の設備が備わっている。2020年現在はBOGESTRA歴史的車両連盟が所有しているが、旧式の技術に触れる事で運転技術を高めるための教習車両として引き続き使用されている[47]。
- 88 - デュワグ製の2車体連接車（デュワグカー）のうち、最終増備車にあたる1969年製車両のうちの1つで、製造当時の車両番号は「48」であった。シュタットバーンへの対応工事を経て1988年まで使用された後、同年以降は内装の改造や車両番号の変更を経て、イベント用車両「Bogie-Bahn」として使用されている[48]。

| 車両番号       | 40          | 96       | 620      | 88                |
| 製造年         | 1968        | 1948     | 1968     | 1969 (改造：1988) |
| 車種           | 2車体連接車 | 2軸車    | ボギー車 | 2車体連接車       |
| 軸配置         | B'2'B'      | AA       | B'B'     | B'2'B'            |
| 運転台         | 片運転台    | 両運転台 | 片運転台 | 片運転台          |
| 全長           | 20,100mm    | 10,900mm | 14,400mm | 20,100mm          |
| 全幅           | 2,200mm     | 2,160mm  | 2,200mm  | 2,200mm           |
| 全高           | 3,300mm     | 3,050mm  | 3,300mm  | 3,300mm           |
| 固定軸距       | 1,800mm     | 3,000mm  | 1,800mm  | 1,800mm           |
| 台車中心間距離 | 6,000mm     | －       | 6,000mm  | 6,000mm           |
| 重量           | 22.0t       | 10.4t    | 17.1t    | 22.0t             |
| 着席定員       | 44人        | 16人     | 22人     | ？                |
| 立席定員       | 133人       | 36人     | －       | －                |
| 主電動機出力   | 140kw       | 60kw     | 140kw    | 140kw             |
| 車両出力       | 280kw       | 120kw    | 280kw    | 280kw             |
| 参考           | [ 45 ]      | [ 46 ]   | [ 47 ]   | [ 48 ]            |